# Franz Ziegler
Franciscus Xaverius Wilhelmus Josephus (Franz) Ziegler (Harderwijk, 3 september 1893 – Den Haag, 12 november 1939) was een Nederlandse hoffotograaf.

## Leven en werk
Ziegler was een zoon van fotograaf Robert Mathias Ziegler (1863-1931) en Alida Gerarda Johanna Bult. Hij was een kleinzoon van schilder Mathias Ziegler. Hij trouwde met Margaretha (Greet) Cooijmans (1911-2007), uit dit huwelijk werden drie kinderen geboren.
Ziegler leerde de beginselen van het vak van zijn vader en werkte vervolgens bij enkele andere ateliers. Hij studeerde begin jaren twintig aan de Höhere Fachschule für Phototechnik in München, hij beschouwde zichzelf echter als autodidact. Samen met zijn vader werkte hij na zijn studie in diens atelier aan de Nieuwe Markt in Zwolle.

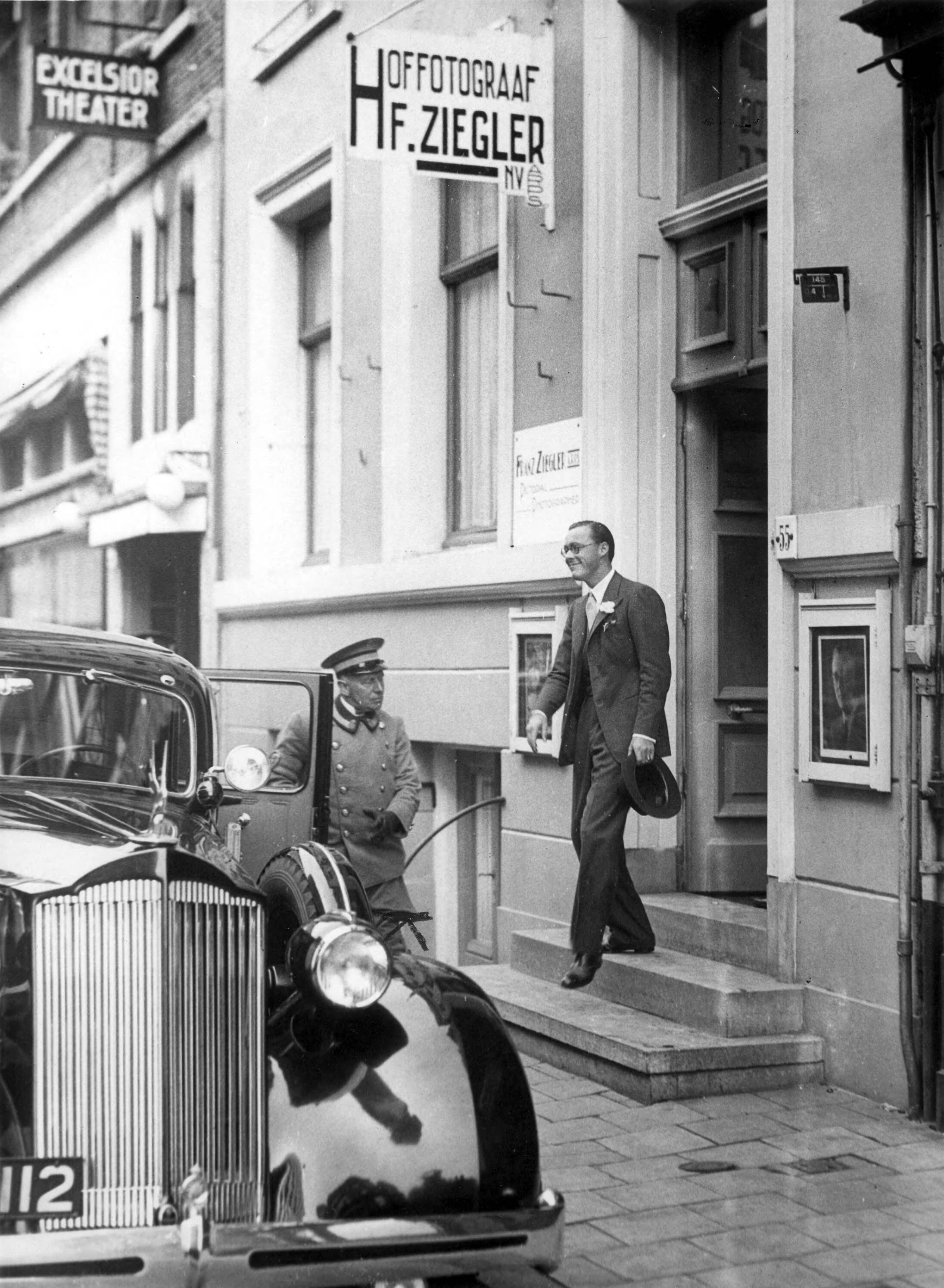
Bernhard stapt uit Franz Zieglers atelier in zijn Packard (1936)

### Hoffotograaf
In juni 1927 vestigde Ziegler zich als zelfstandig fotograaf in Den Haag, waar hij het atelier aan de Zeestraat 55 van de overleden hoffotograaf Herman Deutmann overnam. Een maand later maakte hij zijn eerste opdrachten voor het Koninklijk Huis. Hij maakte foto's van meerdere generaties Oranjes, van koningin Emma tot de kleine prinses Beatrix. Vanaf 1928 noemde hij zich hoffotograaf. Een van Zieglers portretten van koningin Wilhelmina werd door Piet Zwart gebruikt voor postzegelontwerpen. In 1937 was hij de trouwfotograaf van prinses Juliana en prins Bernhard.

### Vernieuwer
Ziegler experimenteerde veel met nieuwe processen die hij als fotograaf kon toepassen, op het gebied van drukprocedés, belichting, compositie, kleurengebruik en retoucheren. Hij ontwikkelde de duplofotografie, waarmee meer variatie in de tonaliteit van het beeld ontstond. In samenwerking met Philips onderzocht hij de toepassing van warm geel natriumlicht, dat normaal als wegverlichting werd gebruikt, in zijn studio. Zieglers portretten kregen hierdoor een gelijkmatigere zachte belichting met betere contrasten. In 1927 won hij in een prijsvraag van het blad American Photography. Hij werd toegelaten tot de Royal Photographic Society en mocht de letters A.R.P.S. achter zijn naam zetten (Associate Royal Photographic Society). In 1934 maakte hij een studiereis naar Berlijn, om de daar toegepaste verlichting te bekijken. Terug in Nederland werd hij door Philips benaderd met de vraag een nieuw natriumlicht te testen. Het 'Philoralicht' beviel Ziegler en hij schreef diverse artikelen en gaf lezingen om het gebruik ervan te promoten.
Ziegler werd in 1935 voorzitter van de Nederlandsche Fotografen Patroons Vereeniging, afdeling Den Haag. Hij was ook lid van Pulchri Studio en de Nederlandsche Fotografen Kunstkring. Hij werd in 1939 tweemaal getroffen door een hersenbloeding en overleed in november van dat jaar op 46-jarige leeftijd. Hij werd begraven op de Rooms-Katholieke Begraafplaats Sint Petrus Banden in Den Haag.

## Galerij

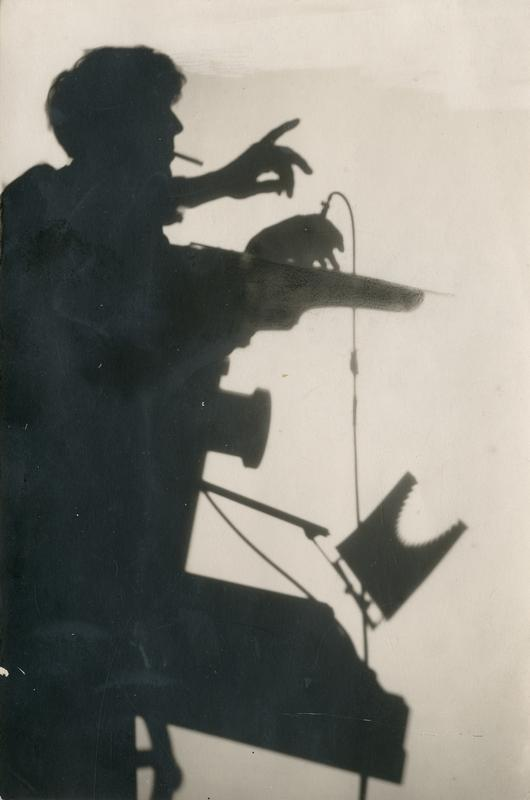
Zelfportret als fotograaf
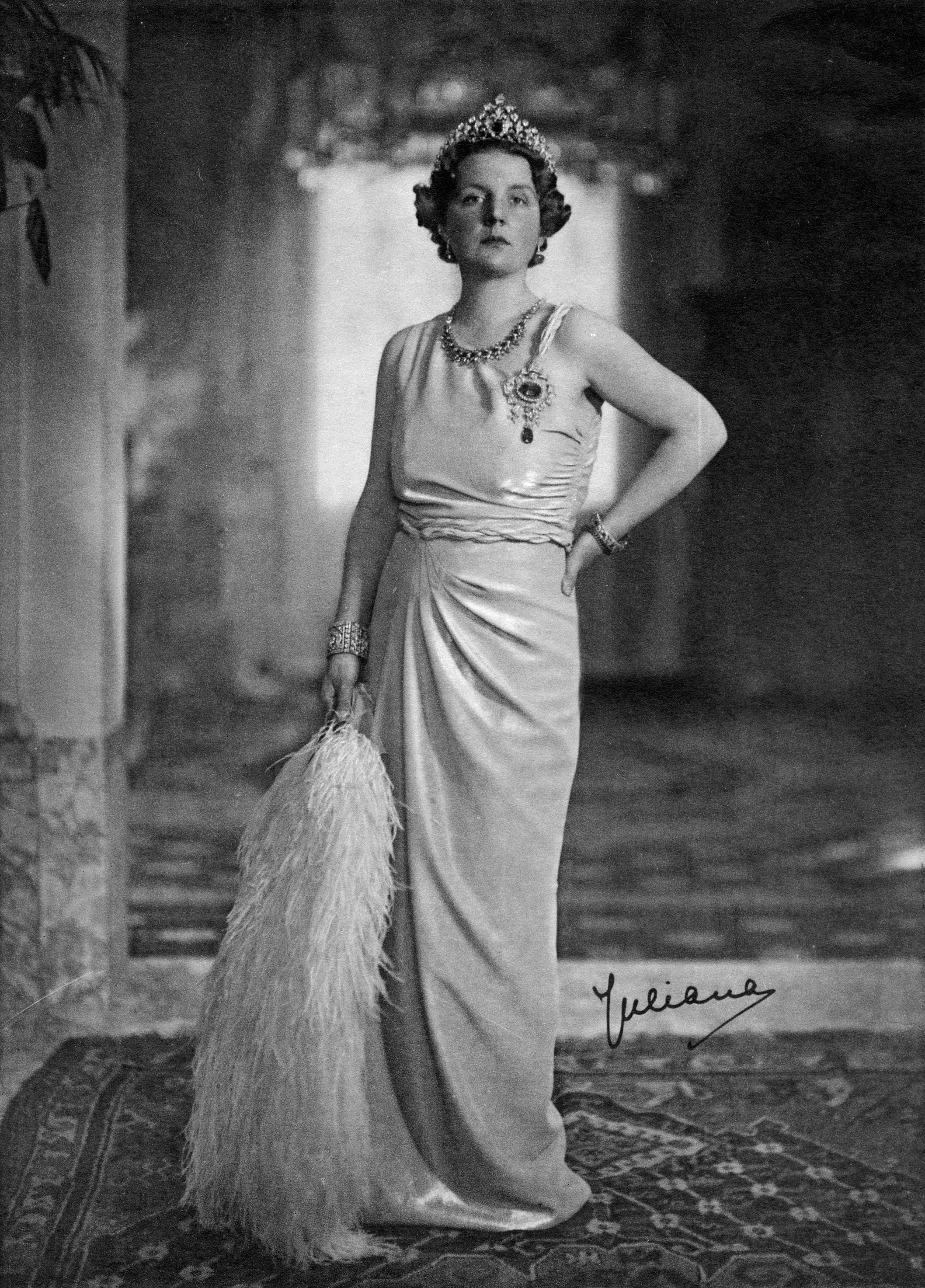
Staatsieportret van prinses Juliana (1937)
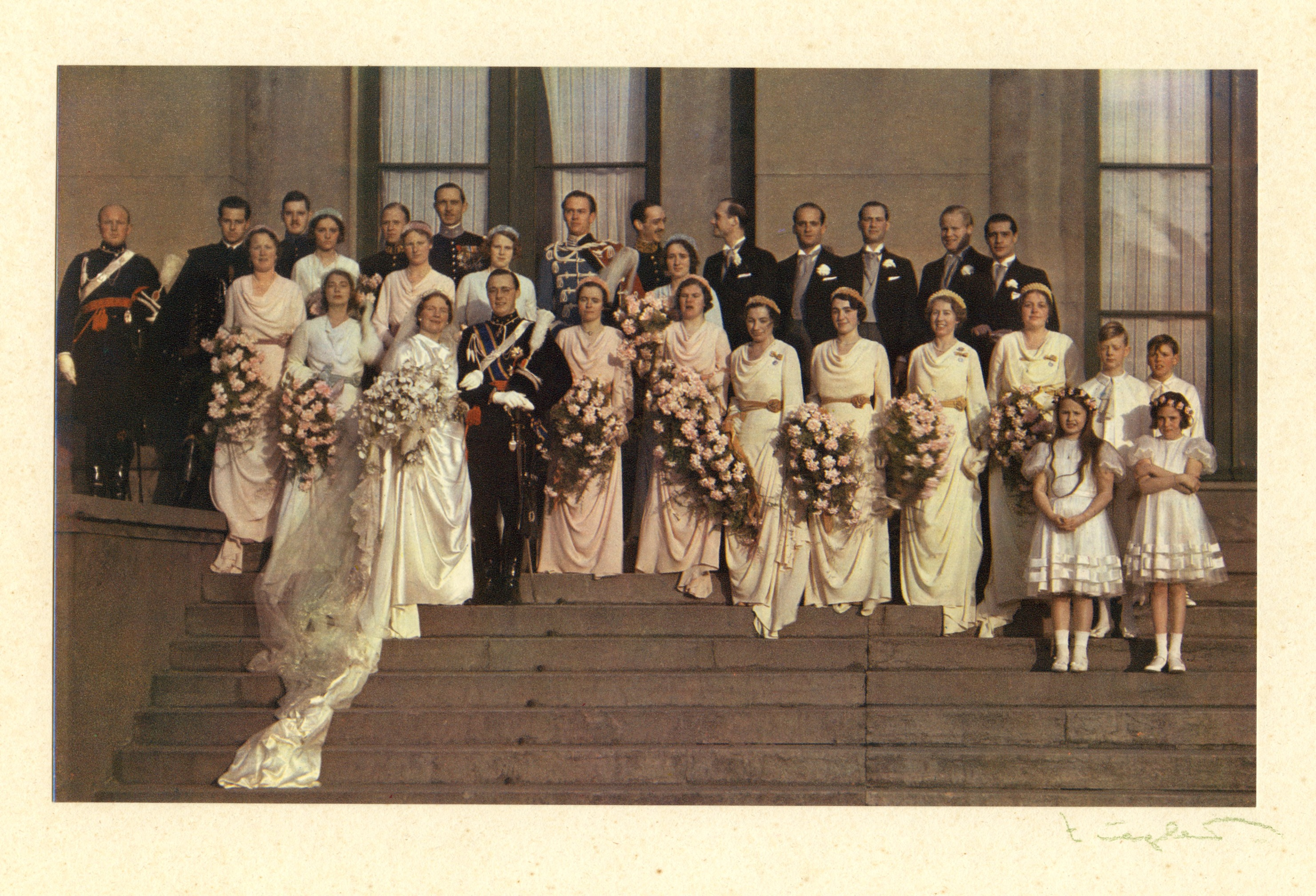
Groepsportret bij het huwelijk van Juliana en Bernhard (1937)
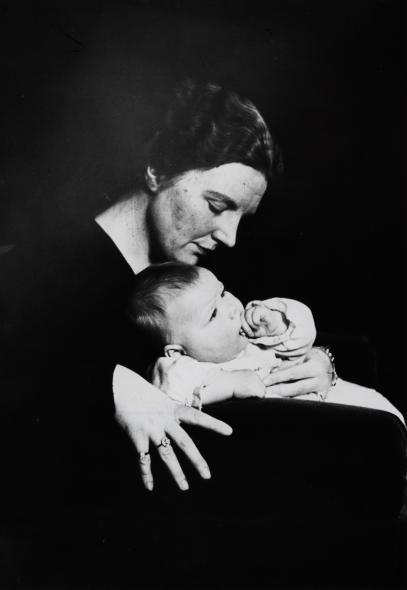
Prinses Juliana met haar dochter Beatrix (1938)
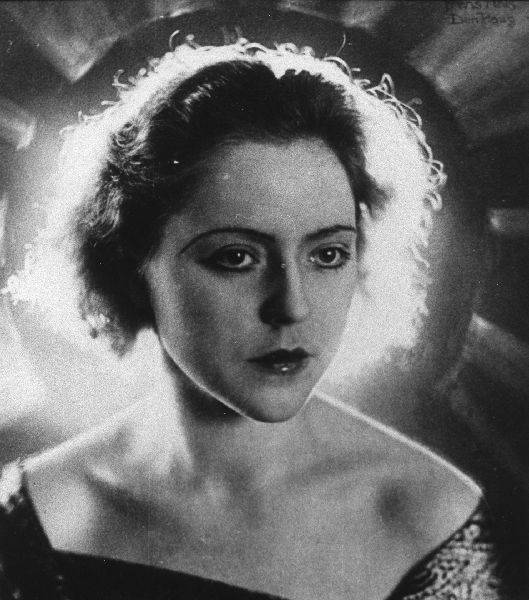
Danseres Darja Collin
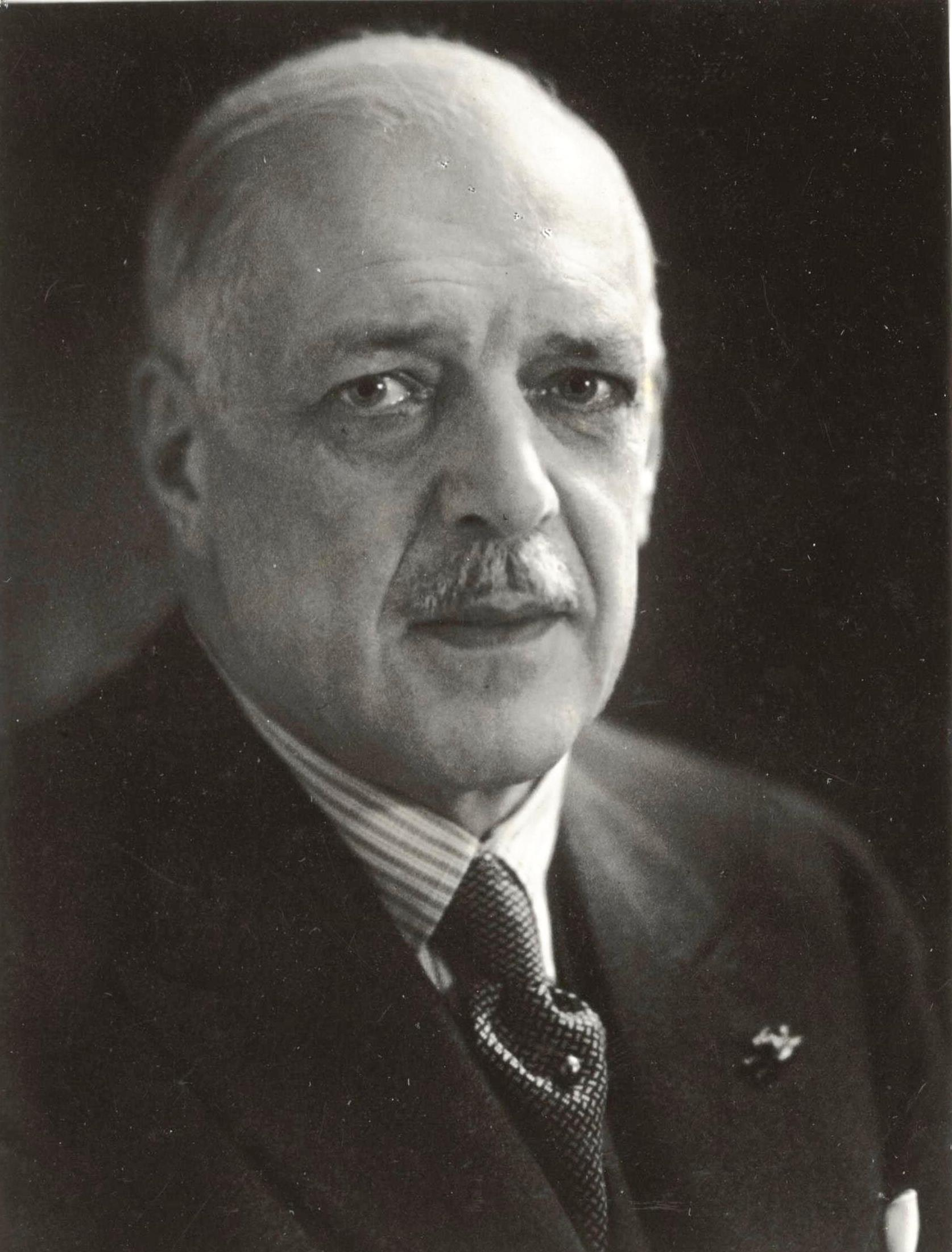
Anton Philips